# 300-річні липи (пам'ятка природи)
300-рі́чні ли́пи — ботанічна пам'ятка природи місцевого значення в Україні. Розташована в межах Здолбунівського району Рівненської області, в селі Дермань Друга. 
Площа 0,1 га. Статус надано 1983 року. Перебуває у віданні Дермансько Другої сільської ради. 
Статус надано з метою збереження двох лип дрібнолистих, посаджених у кінці XVII ст. 